# Fogars de Montclús
Fogars de Montclús è un comune spagnolo di 352 abitanti situato nella comunità autonoma della Catalogna.